# تپه برج اوستی
تپه برج اوستی مربوط به دوران‌های تاریخی پس از اسلام است و در شهرستان زنجان، روستای بولاماجی واقع شده و این اثر در تاریخ ۵ آذر ۱۳۸۰ با شمارهٔ ثبت ۴۳۰۴ به‌عنوان یکی از آثار ملی ایران به ثبت رسیده است.